# NGC 4796
NGC 4796 este o galaxie eliptică situată în constelația Fecioara. A fost descoperită în 25 martie 1865 de către Albert Marth.